# Peter Goldblatt
Peter Goldblatt (* 8. Oktober 1943 in Johannesburg) ist ein südafrikanisch-US-amerikanischer Botaniker. Sein Forschungsschwerpunkt ist die Taxonomie und Zellbiologie der Schwertliliengewächse, von denen er zahlreiche neue Taxa beschrieb. Sein offizielles botanisches Autorenkürzel lautet „Goldblatt“.

## Leben
Goldblatt begann 1962 mit seiner Tätigkeit als Pflanzensammler. Ab 1963 studierte er an der Witwatersrand University, wo er 1966 zum Bachelor of Science graduierte. 1970 promovierte er an der Universität Kapstadt zum Ph.D. 1967 arbeitete er als Dozent für Botanik an der Witwatersrand University. Von 1968 bis 1972 dozierte er an der Universität Kapstadt. 1972 wurde er Botaniker und 1990 Kurator am Missouri Botanical Garden. 1978 nahm er die US-amerikanische Staatsbürgerschaft an. 2006 war er wissenschaftlicher Mitarbeiter am Compton Herbarium, South African National Biodiversity Institute in Kapstadt. Goldblatt sammelte etwa 12.600 Herbarexemplare, hauptsächlich in der Kapprovinz aber auch in anderen Regionen Afrikas sowie in Madagaskar, den Vereinigten Staaten, Griechenland, Italien, Israel, Türkei und im Iran. Der International Plant Names Index listet 1307 Taxabeschreibungen, an denen Goldblatt entweder als Erstbeschreiber, Co-Autor oder Revisor beteiligt war, hierzu zählen Arten aus den Familien der Schwertliliengewächse, Scilloideae (insbesondere Hyazinthengewächse), Korbblütler und Kreuzblumengewächse. Bei seinen Beschreibungen und Sammelexpeditionen kollaborierte Goldblatt häufig mit dem Botaniker John Charles Manning.
Goldblatt ist und war Mitglied in folgenden Gesellschaften: American Society of Plant Taxonomists, South African Association of Botanists, Association for the Taxonomic Study of Tropical African Flora (AETFAT) (wo er von 1982 bis 1985 als Generalsekretär fungierte) sowie in der International Association of Plant Taxonomists.

## Werke (Auswahl)
Goldblatt veröffentlichte mehrere Bücher, darunter:
- The Moraeas of Southern Africa (Annals of Kirstenbosch Botanic Gardens) (1986)
- The Iris Family: Natural History and Classification (2008)
- Gladiolus in Tropical Africa: Systematics, Biology and Evolution (2003)
- The Genus Watsonia: A Systematic Monograph (Annals of Kirstenbosch Botanic Gardens) (1995)
- Crocosmia and Chasmanthe (Royal Horticultural Society Plant Collector Guide) (2004)
- Gladiolus in Southern Africa (1999)
- Cape plants: A Conspectus of the Cape Flora of South Africa (Strelitzia) (2000)
- Wildflowers of the Fairest Cape (2000)
- Complete Color Encyclopedia of Cape Bulbs (2002)
- The Woody Iridaceae: Nivenia, Klattia & Witsenia: Systematics, Biology & Evolution (2003)
- A Revision of the Southern African Genus Babiana, Iridaceae: Crocoideae
- A revision of the genera Lapeirousia Pourret and Anomatheca Ker in the winter rainfall region of South Africa (1972)

## Dedikationsnamen
2001 benannte Daniel Geerinck die Gladiolenart Gladiolus goldblattianus und 1999 Robert Ornduff das Fieberkleegewächs Villarsia goldblattiana zu Ehren von Peter Goldblatt.